# Populierenmineermot
De populierenmineermot (Stigmella trimaculella) is een vlinder uit de familie van de dwergmineermotten (Nepticulidae). De wetenschappelijke naam werd gepubliceerd in 1828 door Haworth.
De soort komt voor in Europa.